# Francesco Antonio Bertucci
Francesco Antonio Bertucci  en  croata: Franjo Antun Brtučević, Fl. 1595, era un  Caballero Hospitalario que sirvió como prior del convento hospitalario de la Orden ubicado en Vrana, una ciudad en la actual Croacia. Era un  capuchino  dálmata y un  caballero hospitalario. Bertucci fue prior titular del monasterio en Vrana. Era conocido por sus grandes esfuerzos consistentes en convertir la larga  Guerra Habsburgo-otomana en una cruzada de alianza cristiana contra los otomanos.
Originario de la ciudad de Hvar, Brtučević era pariente de los poetas croatas Jerolim y Hortenzije Brtučević.
Brtučević era un miembro de la  Liga Santa del papa Clemente VIII.
En 1592 Bertucci estaba en Roma, donde recibió la orden del papa de atrapar y matar a Marco Sciarra, el líder de los rebeldes, lo que hizo en abril de 1593.

## Planes para la cruzada anti-otomana
Bertucci estaba en el corazón de los planes de 1596 para el levantamiento en la región oriental del Adriático. Según algunas sugerencias, la razón principal de sus actividades anti-otomanas fueron sus planes de recuperar el Priorato de Vrana de los otomanos.
Las fuentes venecianas contemporáneas y posteriores consideraron a Brtučević como agente papal, mientras que otras fuentes simplemente lo consideraron como un aventurero que logró acceder al papa a través del emperador Fernando II. Elisabeth Springer, una académica austriaca que estudió la carrera de Bertucci, enfatiza en que los primeros intentos de Bertucci de acceder al papa, antes de obtener el apoyo de Fernando II, tenían como objetivo convencerlo de inspirar el levantamiento general anti-otomano en los Balcanes y organizar una cruzada anti-otomana, pero no tuvo éxito. Springer concluyó además que Bertucci era en realidad un agente del Sacro Imperio Romano Germánico que inicialmente obtuvo el apoyo del  Archiduque Fernando de Graz y más tarde emperador  Fernando II y miembros de su corte, por sus planes anti- otomanos. Según el plan de Bertuccis, los rebeldes, incluido Uskoks,  primero capturarían a Klis, Herceg Novi y Scutari de los otomanos. Eso desencadenaría una gran expedición naval otomana hacia el norte del Adriático y atraería a los  venecianos, que de lo contrario se negarían a unirse a la cruzada, para unirse a la alianza contra los otomanos.
A principios de la década de 1590, la sede de la conspiración anti-otomana de Bertucci y sus socios estaba en  Ragusa. Según algunos rumores, la República de Ragusa estaba lista para expulsarlos porque los otomanos les ofrecían algunos beneficios si lo hacían. La sede de la conspiración anti-otomana se movió posteriormente a Split.
En 1595, Bertucci intentó convencer al metropolitano de Cetiña Rufim Njeguš para que aceptara la unión con la Iglesia católica.

## Batalla de Klis
El 7 de abril de 1596 un grupo de Uskoks que eran ciudadanos de Habsburgo y una treintena de ciudadanos venecianos atacaron la fortaleza de Klis  y la capturaron con el apoyo de algunos miembros de la guarnición otomana. Las tropas conjuntas de los  Habsburgo y el  Estado Pontificio, dirigidas personalmente por Antonio Bertucci, fueron enviadas para reforzar a la débil guarnición cristiana en la fortaleza recién capturada. Las tropas de retirada fueron abastecidas desde el puerto de Senj. Las fuerzas otomanas primero derrotaron a las tropas de refuerzo y luego volvieron a ocupar Klis. El general de los Habsburgo, que se suponía que lideraría las tropas de socorro, culpó a Bertucci por esta derrota. Bertucci fue capturado durante esta batalla y brevemente retenido en cautiverio otomano hasta que fue rescatado. Esta derrota tuvo una influencia negativa en sus nuevos intentos de convencer a los gobernantes cristianos de los Balcanes para que se rebelen contra los otomanos.